# Casca, Brazilia
Casca este un oraș în Rio Grande do Sul (RS), Brazilia.